# Estatístico
Um estatístico é uma pessoa que trabalha com estatística teórica ou aplicada. A profissão existe nos setores público e privado. É comum combinar conhecimento estatístico com experiência em outros assuntos, e os estatísticos podem trabalhar como funcionários ou consultores estatísticos.

## Portugal
Em Portugal a profissão de estatístico pode ser identificada como estaticista.

## Brasil
No Brasil, o profissional é chamado de estatístico.
A profissão de estatístico foi criada pela Lei número 4.739 de 15 de julho de 1965 que, juntamente com o Decreto número 62.497, definem as responsabilidades e atribuições do profissional.
A categoria conta com o Conselho Federal e Conselhos Regionais, cujas principais atribuições são orientar e fiscalizar o exercício da profissão em todo o território nacional. Existem apenas dois sindicatos que representam a classe: um em Brasília e outro no Rio de Janeiro.
Outro órgão que merece destaque é a Associação Brasileira de Estatística (ABE), fundada em 1984, cujo objetivo é promover o desenvolvimento, disseminação e aplicação da Estatística no Brasil.

## Evolução da profissão
Nos dias atuais, o estatístico é visto como cientista de dados. O Cientista de Dados ou Data Science é considerado a nova geração de especialistas em análise de dados, com habilidades técnicas para resolver problemas complexos e curiosidade para explorar quais problemas necessitam solução.
Os cientistas de dados são em parte matemáticos, cientistas da computação e investigadores de tendências. Por serem profissionais atuantes no mundo dos negócios e em TI são muito bem pagos.
Essa transformação por qual passa a profissão de estatístico é um sinal dos tempos. Cientistas de Dados não eram muito procurados uma década atrás, mas sua popularidade repentina reflete como as empresas agora pensam sobre Big data. Essa massa imensa de informações não estruturadas já não pode ser ignorada e esquecida. É uma mina de ouro virtual que ajuda a aumentar a receita - desde que exista alguém capaz de transformá-la em negócios onde ninguém pensou em procurar antes.
Muitos cientistas de dados começaram suas carreiras como estatísticos. Mas os dados como Big data começaram a crescer e evoluir, desta forma o papel do estatístico também evoluiu. Dados não são mais vistos apenas como matéria para as áreas de TI manusearem. São informações chaves que exigem análise, curiosidade criativa e um talento especial para traduzi-las em novas maneiras de obter lucro, gerar benefícios públicos, desenvolver países e sociedades.

## Mercado de Trabalho
A principal área de atuação é o setor financeiro - bancos, seguradoras e financeiras - que vem absorvendo a maior parte da mão de obra recém formada. No entanto, os estatísticos também possuem forte presença em institutos de pesquisa, corretoras, indústrias, grandes redes de mercado varejista e empresas de pesquisa de mercado.
A formação acadêmica deste profissional - fundamentada principalmente em cálculo, lógica de programação, teoria das probabilidades e técnicas e métodos estatísticos - o torna preparado para trabalhar em qualquer ramo de atividade. Nos últimos anos, profissionais com formações clássicas como engenharia, economia, biologia, medicina e ciências sociais têm perdido espaço a estes profissionais, cuja visão diferenciada permite soluções mais inovadoras, inteligentes e criativas.